# Karangtalun (Karangdowo)
Karangtalun is een bestuurslaag in het regentschap Klaten van de provincie Midden-Java, Indonesië. Karangtalun telt 1608 inwoners (volkstelling 2010).